# Gunnie Nortov
Gunnie Schreiner født Nortov 29. november 1940[kilde mangler] på Frederiksberg er en tidligere dansk atlet. Hun var medlem af Frederiksberg IF.

## Danske mesterskaber
- Bronze 1961 800 meter 2:35,3
- Bronze 1958 800 meter 2:42,3